# Хрещення Польщі

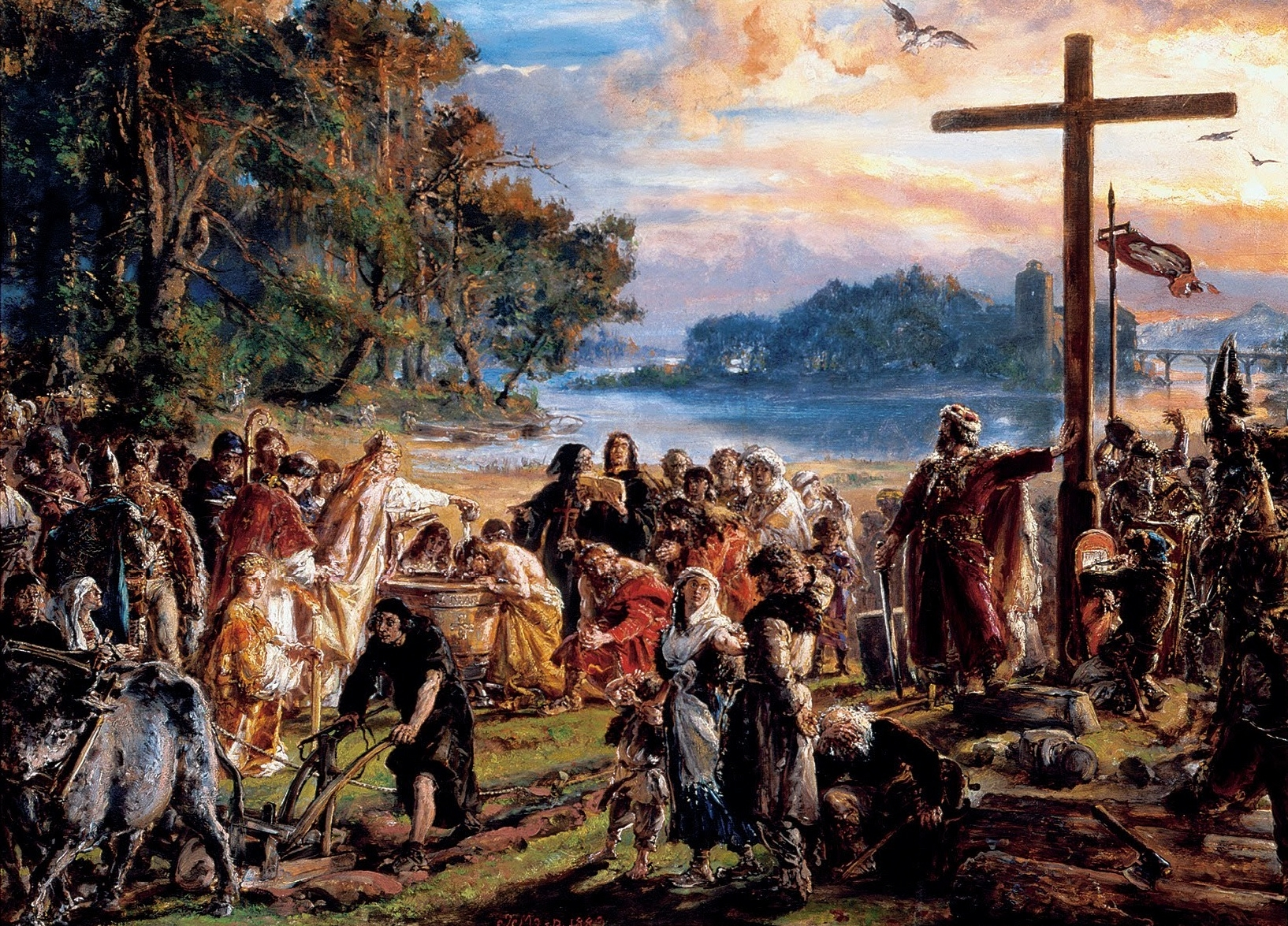
Запровадження християнства у 965 році. Картина Яна Матейка

Хрещення Польщі (пол. Chrzest Polski) — загальна назва тривалого процесу християнізації польських земель. Ці події почалися 14 квітня 966 року, починаючи з хрещення польського князя Мєшка I, який був першим правителем польської держави, а закінчилися в XIV-XV століттях, з подоланням труднощів зі стародавніми віруваннями і досягненні масової участі поляків у християнській вірі.
Загальноприйнятим вважається, що християнізація польських земель тривала до початку XIII століття, хоча згідно з церковними джерелами залишки язичницьких вірувань зберігались до XVII століття.
Мєшко I охрестився за римським обрядом. Хрещення правителя і створення незалежного єпископату зрівняли гнезненську державність із християнськими державами Європи й уможливили доступ Польщі у коло західноєвропейської культури.

## Релігія у польських землях перед хрещенням Мєшка I

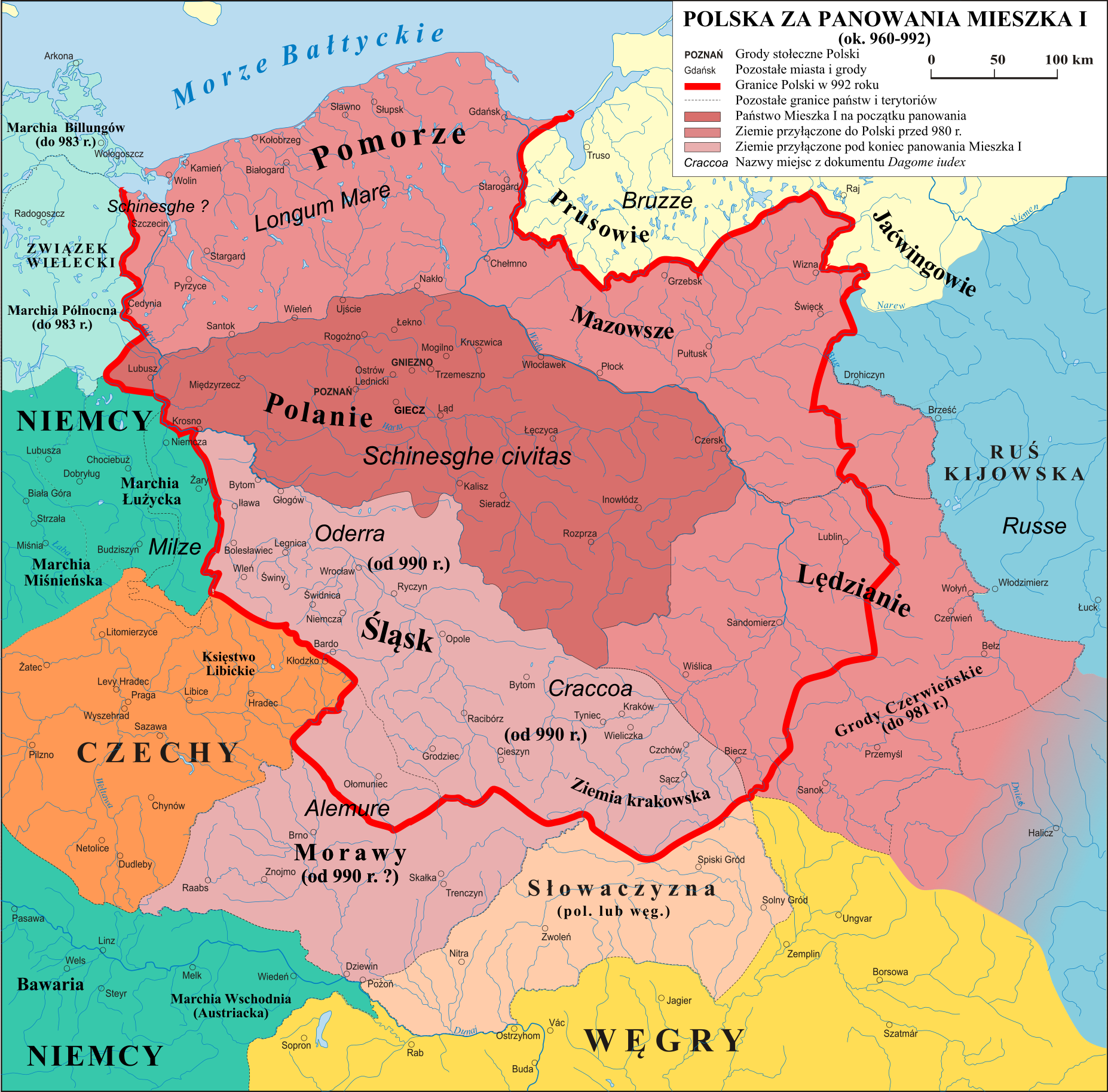
Приблизні кордони держави полян (темночервноний колір) часів хрещення Мешка I

На польських землях перед прийняттям християнства панував політеїзм. Вшановували багатьох богів, також сили природи і духів предків. Імена деяких божеств повторювалися у декількох племен. Зазвичай кожне плем'я або сусідський союз мав одного бога, якого шанував найбільше. Зокрема, кожний рід мав свої духів померлих, яких шанував. Жінка, що виходила заміж, мусила змінити культ предків — зрікалася обрядів власної родини і починала віддавати шану предкам родини чоловіка. Схоже, молодий чоловік, який вступав у княжу дружину — змінював власний культ предків, на культ предків князя, оскільки несучи службу в дружині, ставав ніби його сином і підлягав його батьківській (патріархальній) владі. Слов'янин вірив, що бог чужого племені справжній так само, як і бог його власного племені. В ієрархії слов'янської релігії існувала змога зрікатися одного бога на користь іншого, за умови, що другий сильніший за першого. Тому зречення віри слов'янина тих часів не можна порівнювати зі зреченням віри християнина.
Для Мешка I та його радників Бог переможних німців та чехів, ймовірно, міг вважатися найсильнішим. Це переконання, посилене практичними вигодами прийняття християнства, схилило до прийняття такого рішення.
Згідно з деякими, особливо давніми дослідниками, християнство слов'янського обряду існувало на польських землях (зокрема у Малопольщі) у IX столітті, коли великоморавська держава поставила в залежність від себе державу віслян і змусила їхнього князя прийняти християнство. Хрещення могло відбутись під час другого перебування Методія в Моравії, тобто у 873–885 роках. Згадані сліди християнства слов'янського обряду знайдено, зокрема, у Кракові, Вішлиці та Перемишлі.
Інші дослідники відкидають теорію, що християнство слов'янського обряду існувало на польських землях вже в IX столітті.. Згідно з ними, місійна діяльність, що велася в Моравії за згодою Папи Адріана ІІ через Методія, не поширювалося на державу перших П'ястів. Проте це не означає, що раніше польські землі, особливо Малопольща і Сілезія, які довгий час були у складі Великоморавської держави, пізніше Чехії, не мали зв'язків з християнством. Під час хрещення Мешка I ці землі, однак, були поза межами тогочасної Польщі.

## Хрещення Мєшка І. Обставини прийняття християнства

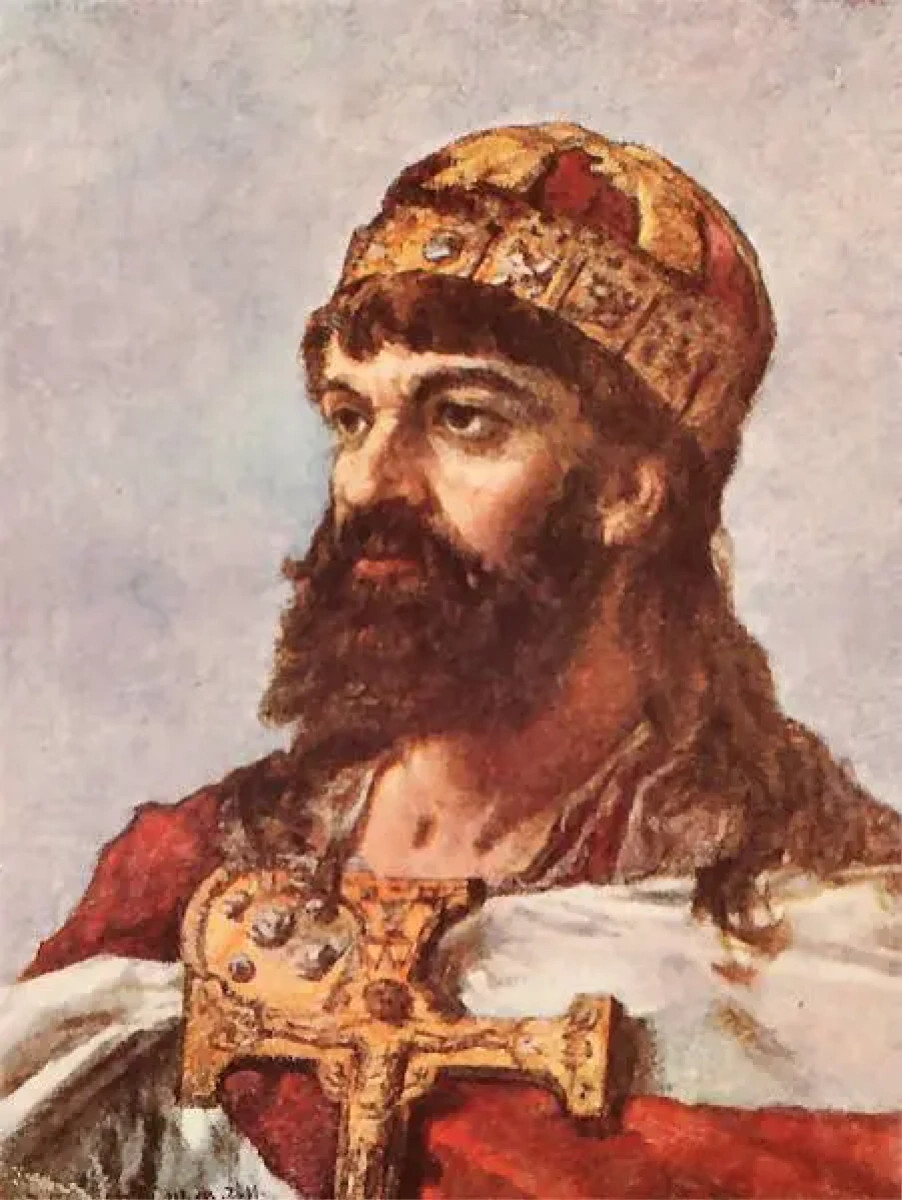
Мешко I

Що стосується королівства Мешка, це найбільша з їхніх земель. У ній є багато харчів, м'яса, меду та риби. Податки, що їх збирає король з торговельних товарів, використовують для забезпечення його челяді. Він має три тисячі озброєних людей, поділених на дружини… й забезпечує їх усім чого вони потребують: одягом, кіньми і зброєю

Загалом слов'яни брутальні і схильні до войовничості. Якби не чвари поміж ними, спричинені розмаїттям племен і поділом на роди, жоден народ не дорівнявся б до їхньої сили. Вони живуть на найбагатших землях, придатних для оселення, які щедро забезпечують засоби для існування. Надто надзвичайно завзяті в сільському господарстві… Їхні суходільні й морські торговельні зв'язки доходять до Русі й Константинополя…

 — з записок Ібрагіма ібн Якуба
У момент прийняття християнства Мешко I керував централізованою державою (згідно з нотатками Ібрагіма ібн Якуба) з великим військом. Він не хотів приймати християнство від німців, тому одружився з чеською княжною Дубравкою і прийняв християнство у 966 році. Також відомо, що Мєшко вів тоді війни з велетами (Ібрагім ібн Якуб, Відукінд Корвейський), з якими князь полян не міг дати собі раду. В той самий час, Мєшко заволодів племенами любушан (Відукінд), входячи у сферу впливів Священної Римської імперії. У боротьбі з велетським князем Віхманом, він не наважився на війну з імператором Оттоном I та згодився платити йому данину. Залишалося ще врегулювати взаємини із чеським князем Болеславом I Грізним, що Мешко владнав шлюбом із Дубравкою. Щоб одночасно здобути союзників в Саксонії (в той же час — ворогів Чехії), гнезненський правитель наважився на хрещення. Відтак слід констатувати, що хрещення мало понад усе, політичний характер, а самозбереження Мешка I свідчить про його далекоглядність та раціональність. Це дозволило йому в короткий час вирішити проблеми із Віхманом.

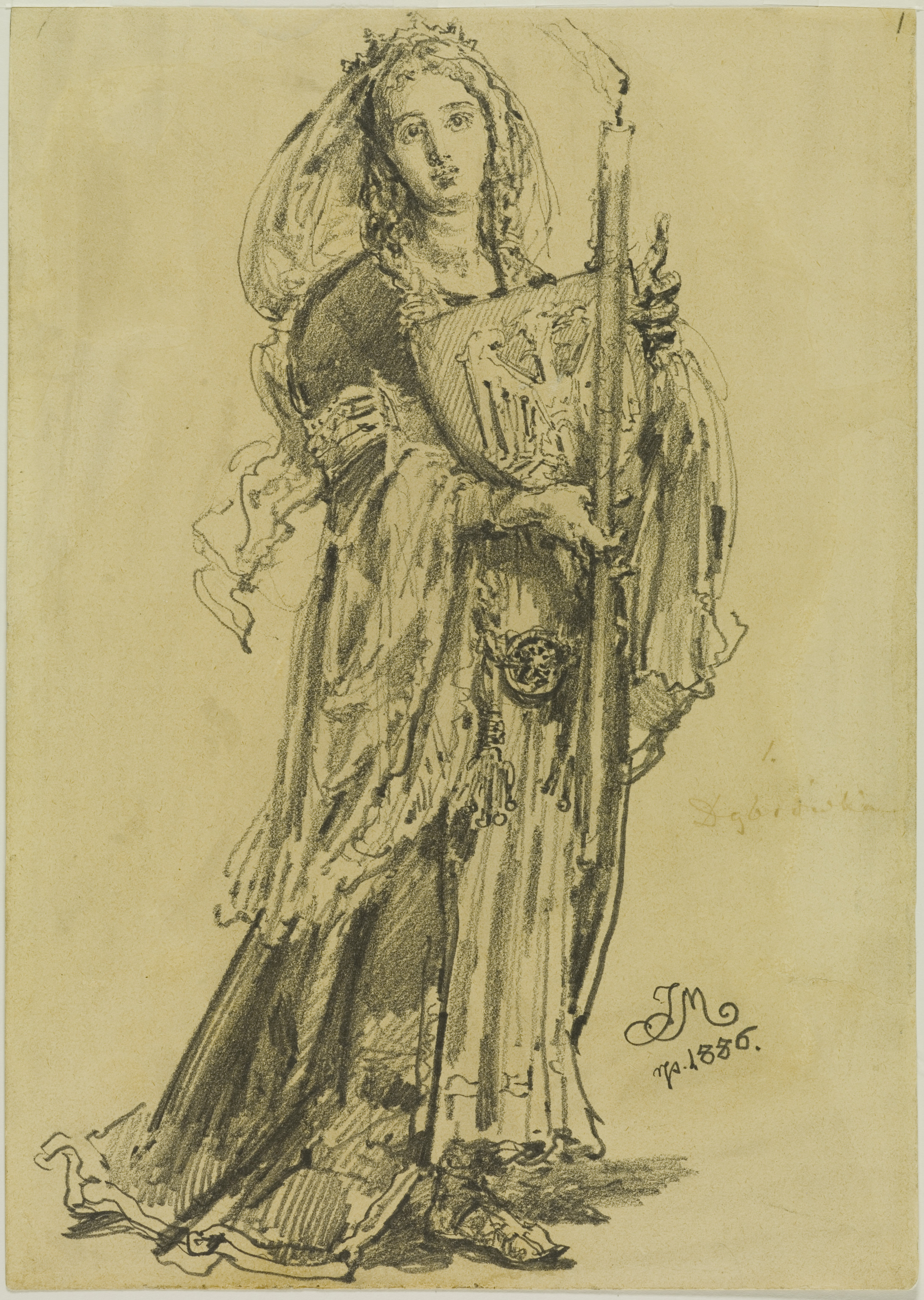
Дубравка, дружина Мешка І, що відіграла значну роль у хрещенні Польщі

Безсумнівно, прийняттю такого рішення сприяли також плани Імперії, що засновувала колонії на східних територіях від Німецького Королівства, через підпорядкування їх німецькій церкві. Справдженням цих планів було заснування в 968 році дієцезії в Магдебурзі, східні кордони якої не були чітко визначеними. Звідси висновок, що одним із планів Імперії була східна експансія.
Звідси висновок, що приймаючи християнство, Мешко I переслідував такі цілі:
- запобігти посиленню німецьких впливів і встановити самостійну політичну державність полян у християнській Європі;
- зблизитися із саксонськими володарями, що мало полегшити спільні дії проти полабських племен, наприклад велетів;
- посилити союз із Чехією (тим самим нейтралізуючи чесько-велетський союз; невдовзі чехи надали допомогу, завдяки якій Мешко подолав велетів);
- зміцнити свою владу.

Нині припускається, що Мєшко I охрестився на території своєї батьківщини в Познані, на Ледниському острові або в Гнезні; у двох перших місцях знайдено баптистерій, датований другою половиною X століття. Частина істориків, проте переконана, що то могло статися на території Німеччини (більшість вказує на Регенсбург).

## Християнізація польських земель
Місіонерська місія, що почалася у двох головних містах Гнезно та Познані, з хрещенням Мєшка і його наближеними, почала розповсюджуватись по країні. Впродовж X та XI століть у Польщі постали різні духовно-церковні органи. Про це свідчить будова церков і поява кліру. Перший єпископ Польщі, Йордан, був призначений Папою Іваном XIII в 968 році. Син Мешка Болеслав І Хоробрий заохочував місіонерські місії до сусідніх земель, надто місію майбутнього святого Адальберта Празького до пруссів, і заснував Гнезненську архідієцезію в 1000 році.
1000 року, коли світові пророкували загибель, Папа спонукав імператора Отона ІІІ поїхати на прощу до Гнезно і створити митрополичу кафедру. Болеслав Хоробрий влаштував йому пишне прийняття, й імператор призначив Войцехового брата Радима (лат. Gaudentius) першим архієпископом і підтвердив прохання, викладене в «Dagome iudex». Єпископські кафедри були створені у Кракові для віслян; у Вратиславі для силезців; у Колобжегу для поморян. Після смерті Болеслава Хороброго вся структура молодої митрополії зазнала краху в 1035–1037 рр. унаслідок масового повстання поган, що затопило й державу, і церкву. Але протягом наступних десятиріч митрополію терпляче відновили, тож, за винятком цієї однієї перерви, почалася її неперервна кар'єра. Коли в польську орбіту потрапили нові провінції, структура архієпископства розширилася. Плоцьк дістав свого єпископа 1075 року, Вроцлавек і Любуш (Лебус) — в 1123–1124 рр., Західна Померанія у Воліні — 1140 року, Червона Русь, спершу у Галичі, а згодом у Львові, 1367 року. Мережа парафій виникла у XII столітті і постійно зміцнювалася. Монастирське життя, зародившись із бенедиктинцями в Мендзижечі (Мезериці) поблизу Познаня і в Тинеці поблизу Кракова на початку XI ст., розвивалося далі з прибуттям цистерціанців у XII ст. і орденів жебрущих ченців у XIII ст..
Але характер і зв'язки ранньої християнської церкви в Польщі були аж ніяк не прості. Католицькі апологети, починаючи від середніх віків, завжди надавали виняткової уваги покорі римській церкві й латинському обрядові. Але, оскільки поляни перейняли християнство з Богемії, слід пам'ятати, що до кінця XI століття слов'янська літургія Кирило-Мефодієвої традиції співіснувала в чеських землях поряд із підтримуваною зусиллями німців латинською церквою. Хоча немає прямих свідчень, що хрещення, яке здійснив Мефодій, племінного ватажка віслян лишило якийсь тривалий слід у релігійному житті на північ від Карпат, майже немає сумніву, що чималу частину свого релігійного словника польська мова перейняла від чеських і слов'янських форм, а не від німецьких чи латинських. Такі слова, як пол. chrzest (хрещення), пол. kazanie (проповідь), пол. kościół (церква), пол. pacierz (ранішня чи вечірня молитва або «Отче наш»), пол. ksiądz (священик), становлять очевидні приклади. І Войцєх, і його брат по батькові Ґаудентіус походили зі шляхетної родини Славниковичів, прихильної до слов'янського обряду, і, як можна сподіватися, перенесли свої симпатії й до Польщі.

## Значення хрещення
Мешко I після прийняття християнства зрівнявся за політичною вагою з іншими християнськими правителями. Набув можливість оголошувати перемир'я та здійснювати союзи відповідно монархічних прав (лат. Jus Honorum). Прийняття християнства зміцнило вагу правителя в очах підданих. Церква проголошувала, що влада князя походить від Бога і будь-який виступ проти неї визнається гріхом.

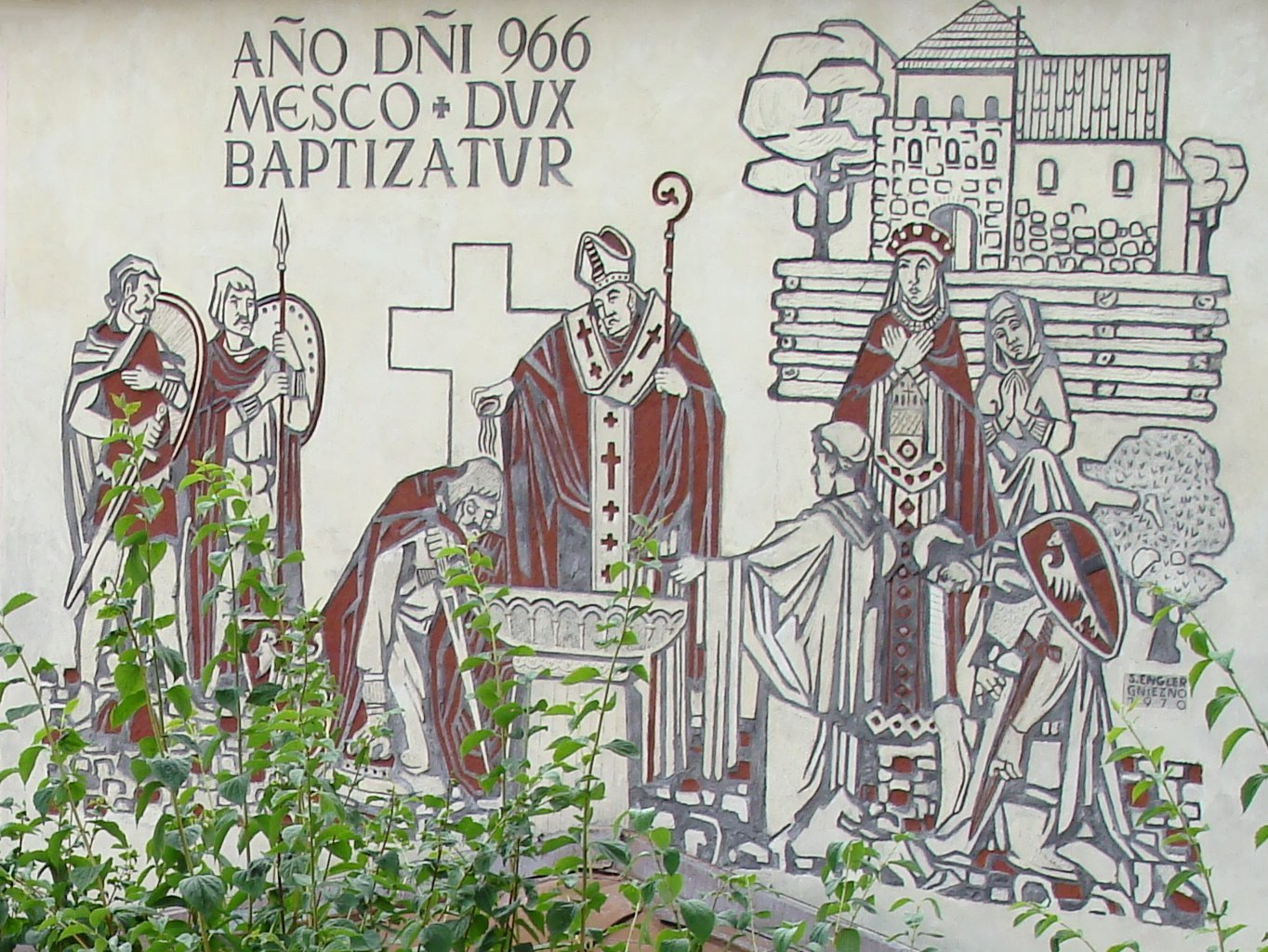
Фреска (сучасна) на мурі коло пам'ятника Болеслава Хороброго в Гнезні біля собору

До Польщі, по прийнятті християнства, щораз частіше прибували церковні діячі та священики. Вони навертали людей в нову релігію та служили світській владі. В ті часи тільки священики вміли читати та писати. Перш за все користувались латиною, яка використовувалася в тому числі у міжнародних перемовинах. Монастирі та костьоли були осередками культури та освіти.

## Святкування з нагоди 1000-річчя хрещення Польщі

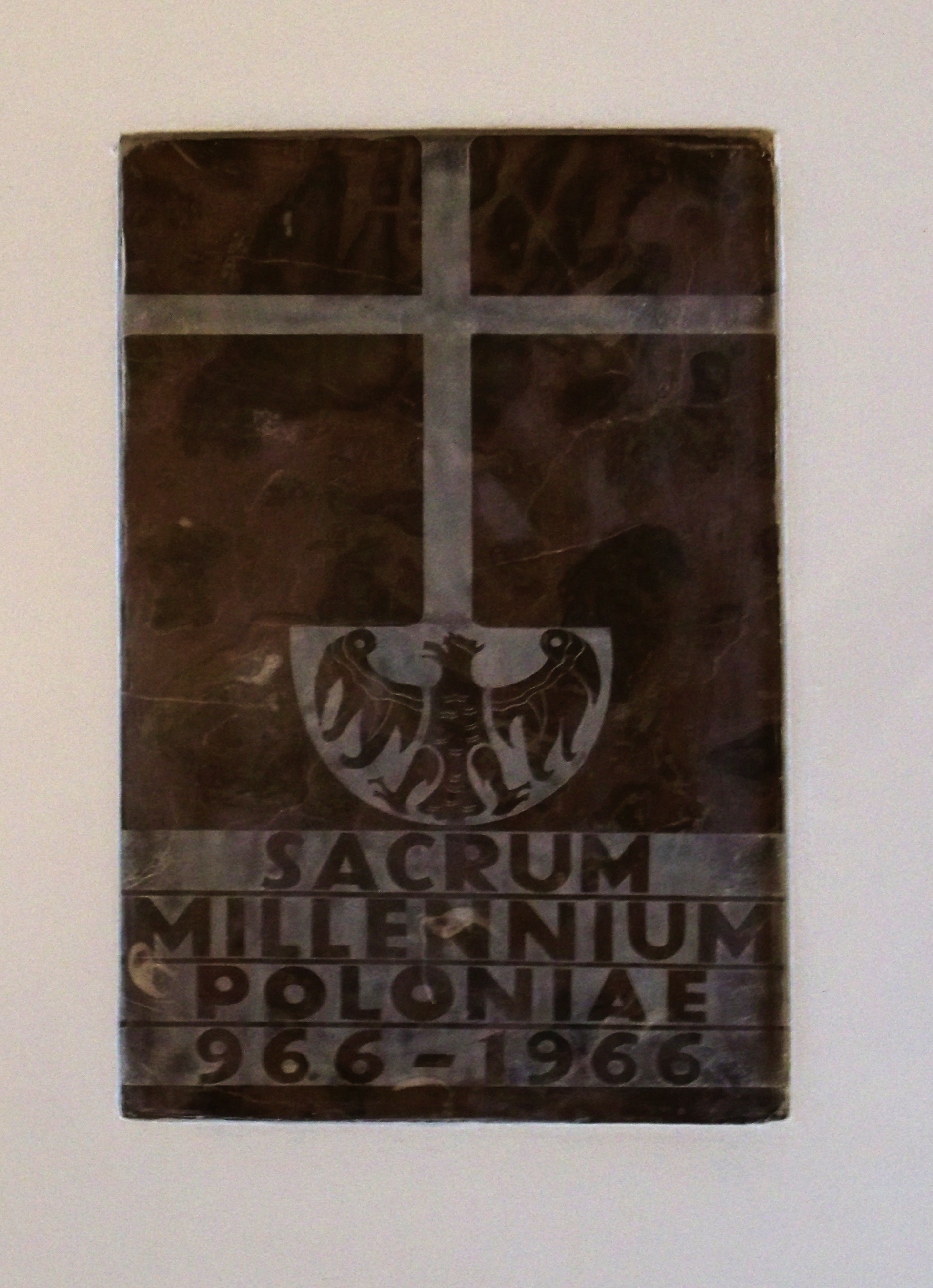
Стела «Sacrum Poloniae Millenium, 966—1966» на одному з варшавських костьолів

Найвидатніший ювілей в Польщі XX століття припав на 1966 рік.
Украй ретельно готувалася римо-католицька церква, надто тому, що польські святкування мали збігтися зі Святим Роком у Римі. Готування почалися 1957 р. з Великої Новени — дев'ятирічного періоду молитви й посту. Самого 1966 року кардинал-примас Стефан Вишинський об'їздив усю країну, воєводство за воєводством. Всюди його вітали десятки й сотні тисяч людей, делегації шахтарів у спецодязі, процесії чоловіків, жінок і дітей, дівчата в місцевому народному вбранні, юрби за юрбами, що мокнули під дощем або вклякали на узбіччях. Ніколи, ні давніше, ні потім, ніхто в ПНР не тішився такими масовими виявами побожності. Кожна церква в Польщі вивісила гасло «лат. Sacrum Poloniae Millenium, 966–1966», а також такі традиційні гасла, як «лат. Pro Deo et Patria», «лат. Poloniae semper fidelis», «пол. Naród z Kościołem». 15 травня 1966 року в соборі Святого Петра у Римі Папа Павло VI, якому допомагав делегат від кардинала-примаса єпископ Владислав Рубін, відправив папську месу на честь Польської церковної провінції. В церквах Санта-Марія-Маджоре, Сан-Андреа-аль-Квірінале, в Монте-Кассіно, в соборах у Ґлазґо, в Лансі в департаменті Па-де-Кале, в Детройті — всюди, де були якісь зв'язки з Польщею, — польські католики збиралися й засвідчували свою віру. Читаючи проповідь у Гнезно, кардинал Вишинський звернувся з таким закликом: «Я щиро прагну, щоб ви твердо подивилися на минуле й теперішнє і, навчившись любити історію цього християнського народу, дивилися відкритими очима на його католицьку сутність».

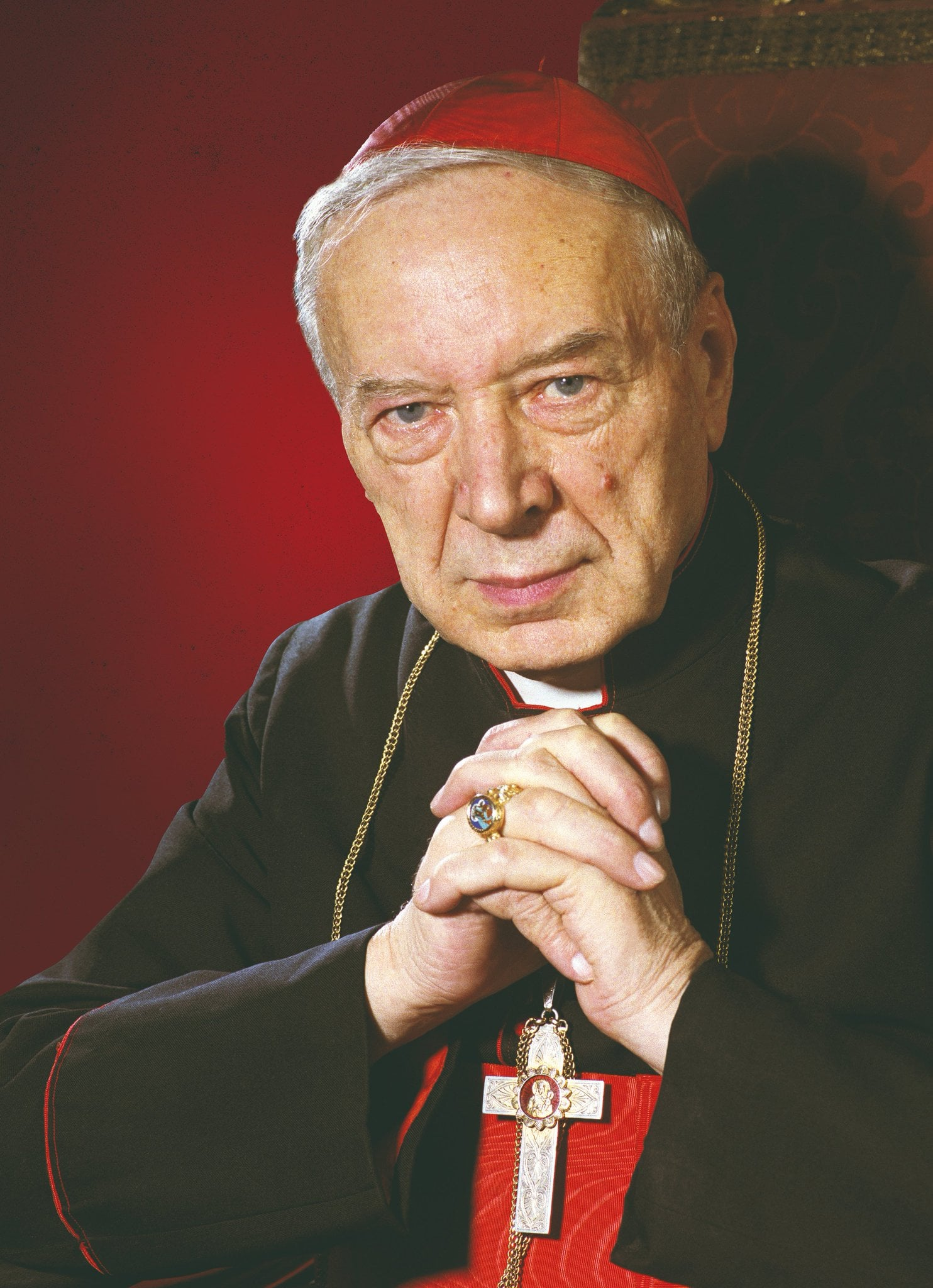
Стефан Вишинський — кардинал-примас Польщі у 1953—1981 роках

Щоб не пасти задніх, державні й партійні функціонери готувалися по-своєму. Сейм ПНР проголосив період 1960—1966 років «ювілеєм польської державності та культури». Були прискорені археологічні розкопки в Ґнєзно, Каліші, Вішлиці та інших місцях, щоб мати трохи певніші уявлення про життя в князівстві Мешка. Були інсценовані процесії, щоб наголосити на «патріотичних і прогресивних традиціях польського народу протягом сторіч». Наукові товаристві влаштовували збори, обговорюючи значення різних дат і подій. Організації молоді започаткували грандіозну добровільну кампанію побудови «тисячі шкіл на честь тисячоліття» й перевиконали свій план. Кількість усіляких річниць швидко збільшувалася. 1960 року відсвяткували 550-ту річницю Ґрюнвальдської битви (але не 40-ту річницю битви за Варшаву). 1961 року святкували 300-ту річницю першої польської газети «Merkuriusz Polski» як день народження польської преси. Проте 1962 року проминули 350-ту річницю польської окупації Москви. 1963 року святкували соту річницю Січневого повстання, 1964 року — 600-ту річницю Яґелонського університету, найдавнішого осередку польської науки, і двадцяту річницю ПНР, а 1965 року — двадцяту річницю визволення. І, нарешті, 1 травня 1966 року всі державні та партійні органи брали участь у мітингах, що відбулися по всій країні, отримали привітання братніх партій і закордонних прихильників і водночас організували колосальні процесії, марші, концерти й танці на вулицях.
Повсякчас було ясно, що не існує ніякої загальної угоди з приводу того, що, власне, означає «Millenium». Церква святкувала тисячу років християнства. У вступі до випущеного церквою ювілейного альбому зазначено: «Все почалося з хрещення». На думку церкви, хрещення Мєшка мало неабияке значення. То була релігійна, церковна подія. Натомість органи державної і партійної влади провадили суто світські й політичні демонстрації.